# Старлета
Старлета (енгл. starlet; дословно "звездица", од речи за "звезду") је израз, најчешће пежоративан, којим се описује млада жена која настоји оставити каријеру у индустрији забаве при чему се мање ослања на таленат или озбиљан рад у својој професији, а више на привлачан физички изглед, учествовање у ријалити форматима, буран приватни живот који привлачи пажњу сензационалистичких "жутих" медија или разноразне егзибиционистичке испаде.
Израз се први пут почео користити у Холивуду 1930-их како би описао сличан феномен, односно младе жене које су на такав начин покушавале постати филмске звезде. Касније се, захваљујући развоју масовних медија, почео користити и за друге делатности, па се данас често везује уз жене које покушавају стећи славу наступима у ријалити емисијама.
Поједини извори наводе да је Лела Салевић, активна у периоду Краљевине Југославије, била прва старлета код нас.